# Party Animal – Der Typ, der jede Bluse sprengt
Party Animal – Der Typ, der jede Bluse sprengt ist eine US-amerikanische Filmkomödie vom Regisseur David Beaird aus dem Jahr 1984.

## Handlung
Party Animal ist ein Spielfilm im Dokumentarfilm-Stil über einen 26-jährigen Studenten namens Pondo Sinatra. Dieser hat keinerlei Ausstrahlung auf das weibliche Geschlecht und ist noch Jungfrau. Er ist vom Gedanken, Sex zu haben, regelrecht besessen und unternimmt etliche Versuche, eine Frau ins Bett zu bekommen. Sein Freund Studly ist das genaue Gegenteil: Er kann sich vor Frauen kaum retten und führt ein promiskuitives Leben an der Universität mit zahllosen Affären. Studly versucht vergeblich, Pondo zu helfen.
Nach etlichen gescheiterten Versuchen, unter anderem mit einem Verführungsversuch im Stile von Cyrano de Bergerac, wird Pondo sogar im Bordell zurückgewiesen.
Pondo schreit aus, dass er seine Seele für Sex verkaufen würde. Eine Göttin, die sich in der Nähe befindet, hört diesen Schrei und erfüllt ihm seinen Wunsch: Pondo mixt eine Tinktur zusammen, die ihn unwiderstehlich für Frauen macht.
Nachdem er Sex mit etlichen Frauen gehabt hat, wird es ihm zu viel und er vergleicht sich selbst mit König Midas. Schließlich stirbt er, nachdem ihn fünf fette Frauen in einem Waschsalon zum Sex gezwungen haben. In einem weißen Kaninchen mit einem Shirt, das das Logo der Südstaaten-Flagge zeigt, erkennt Studly seinen wiedergeborenen toten Freund wieder.

## Weiteres
- Ein alternativer Verleihtitel in Deutschland war Der Typ mit dem flotten Ding.
- Der Film wurde in Mount Carroll, Illinois gedreht.
- Im Film wird erwähnt, dass Pondo und Frank Sinatra nicht miteinander verwandt sind.
- Über Pondos Herkunft ist nichts bekannt, er trägt jedoch in diversen Szenen das Logo der Kriegsflagge der Konföderierten Staaten von Amerika, was für einen Herkunft aus den Südstaaten spricht.
- Party animal steht im Englischen für einen Partylöwen.

## Kritik
Das Lexikon des internationalen Films kritisierte den Film als thematisch „weder neu noch originell“, ferner sei er gefüllt mit „Klamauk von der groben Sorte und [mit] viel Musik gestreckt“.

## Soundtrack
Der Film beinhaltet Songs von The Fleshtones, Buzzcocks und The Untouchables.